# Rolf Wall
Die Rolf Wall ist eine markante und bis zu 550 m hohe Felswand auf Südgeorgien im Südatlantik. Sie erstreckt sich auf der Lewin-Halbinsel von der Entenbucht bis zum Diamond Peak.
Das UK Antarctic Place-Names Committee benannte sie 2013. Namensgeber ist die SS Rolf, eines der ersten Versorgungsschiffe der Walfangstation Grytviken.